# Новокостянтинівський замок

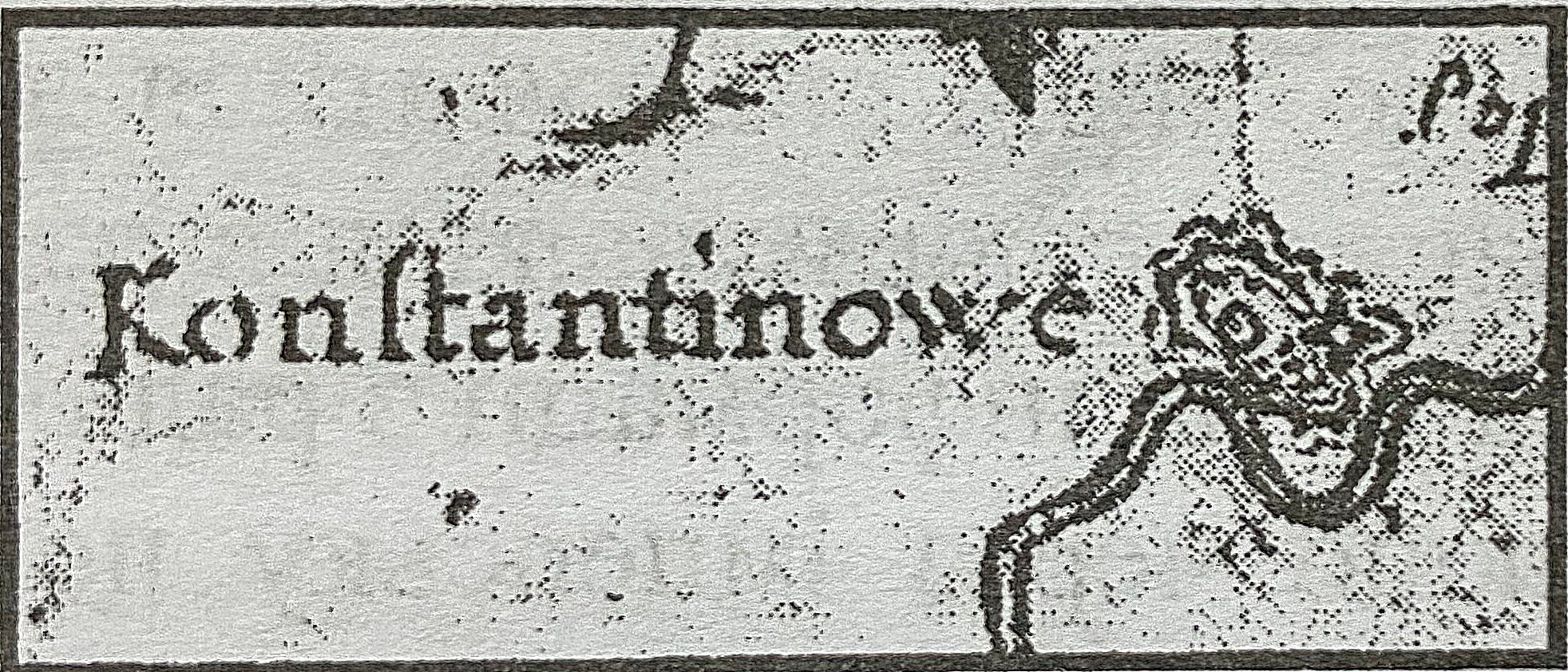
Карта Костянтитова (Новокостянтинівськ)

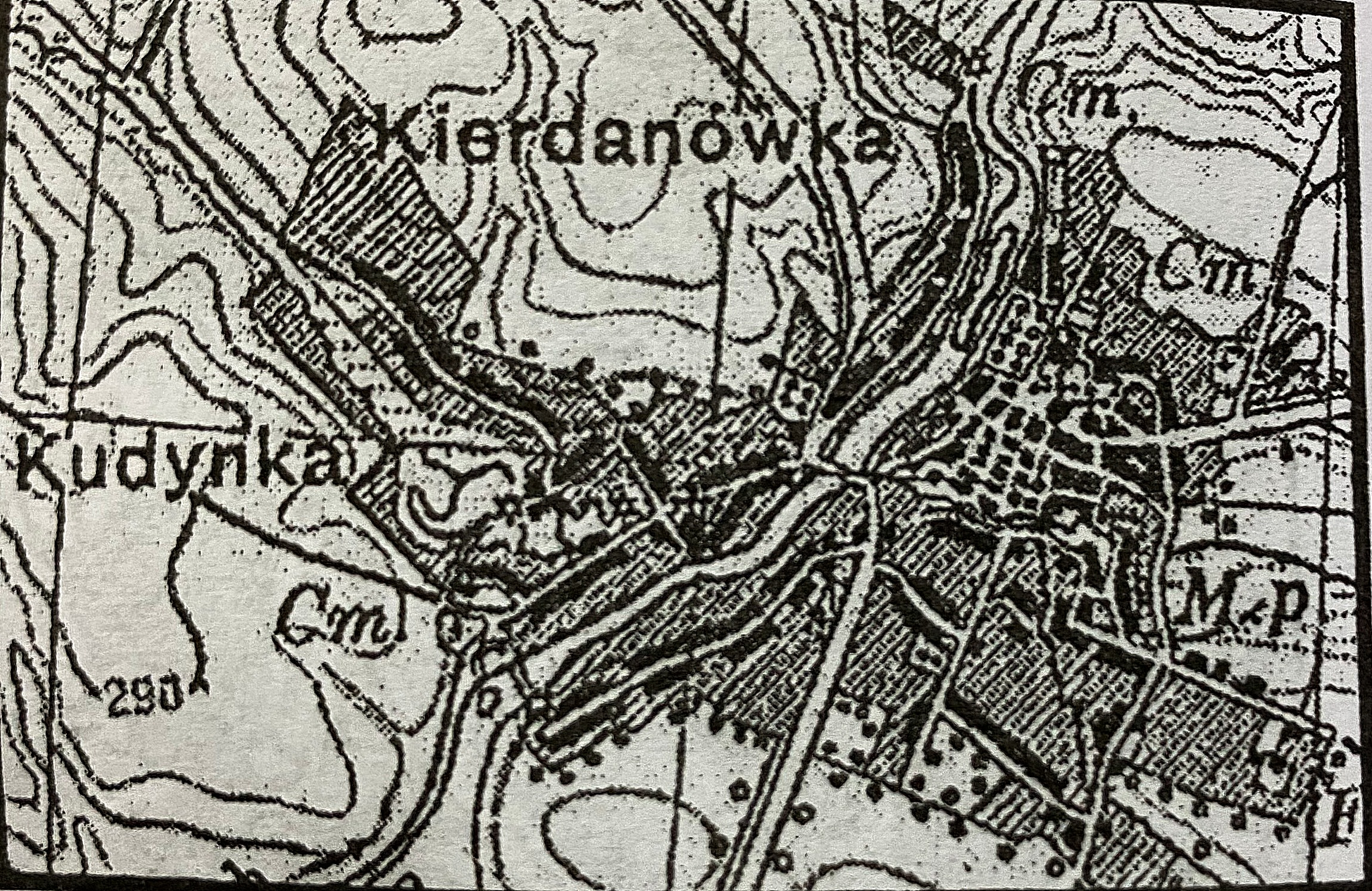
Карта Шуберта 30-х рр. ХХ ст

Новокостянтинівський замок або замок Острозьких — збудований приблизно в 1571 р. Розташований у с. Новокостянтинів Летичівського району Хмельницької області.

## Історія
Поселення Новокостянтинів  засноване сином Костянтина Острозького Олександером. Новокостянтинів став містом у 1600 р. після надання йому Магдебурзького права королем Сигізмундом III Вазою.
Місто було захищене валом, ровом і дерев'яними укпріпленнями та попри це воно було неодноразово захоплене ворогами, які спалювали башти та паркани з частоколами.

### Розташування замку
На картах Боплана позначено мигдалеподібне укріплення міста та замок у західній частині населеного пункту. Однак з інформації у Вікіпедії, що базується на польському «Slownik geograficni…», залишився топонім «За валом», який розташований за східною межею міста, де селом протікала маленька річка, назва якої забулася. За іншими джерелами, її звали Фосою.
На карті Шуберта 70-х рр. XIX ст. досить чітко видно підциркульну вулицю, яка вела паралельно оборонній лінії міста. 
Тоді як на карті 30-х рр. ХХ ст. вона виглядає дещо іншою.
До сьогодні пошуки місцезнаходження Новокостянтинівського замку продовжуються.

## Література

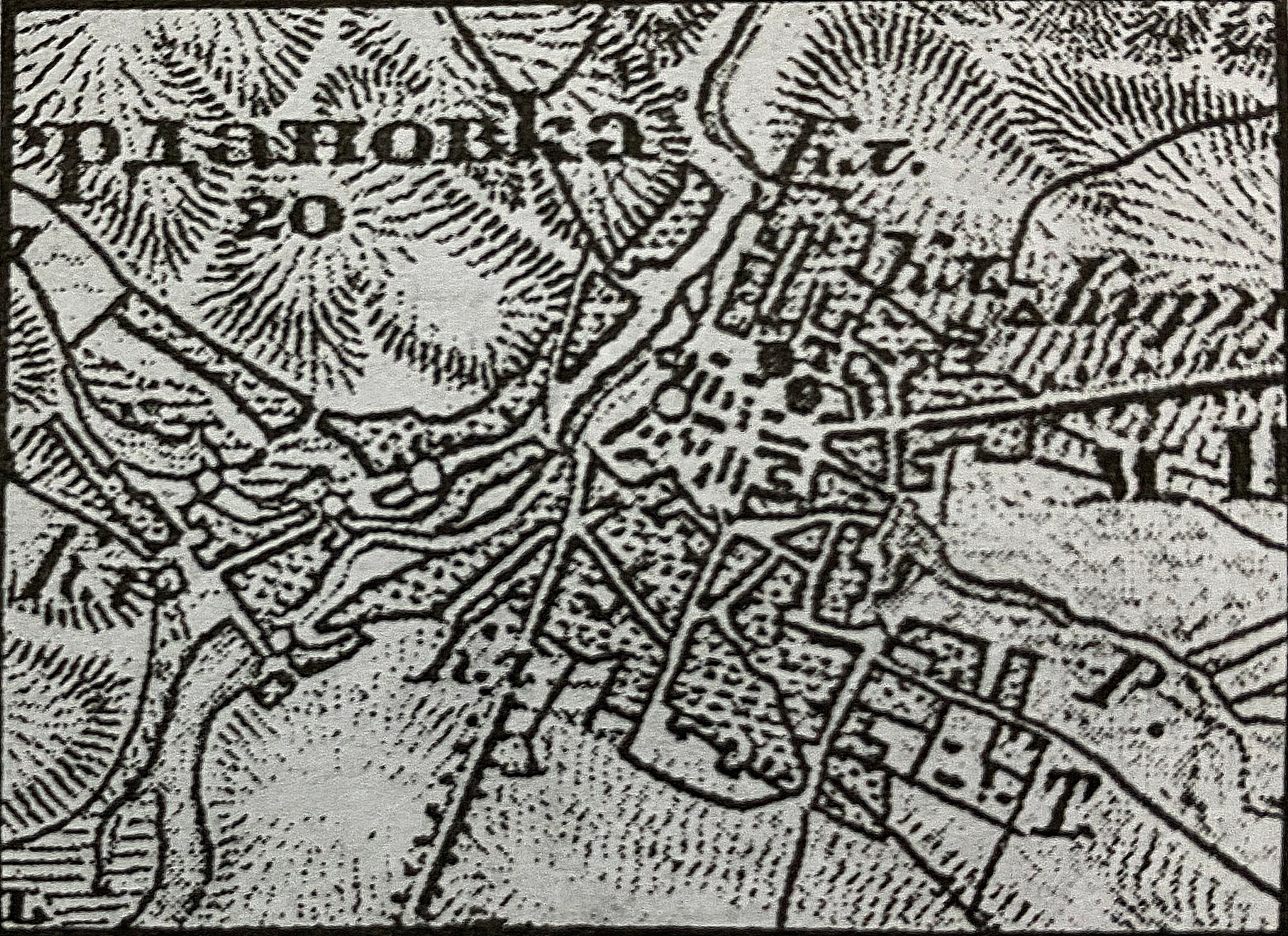
Карта Шуберта 70-х рр. ХІХ ст

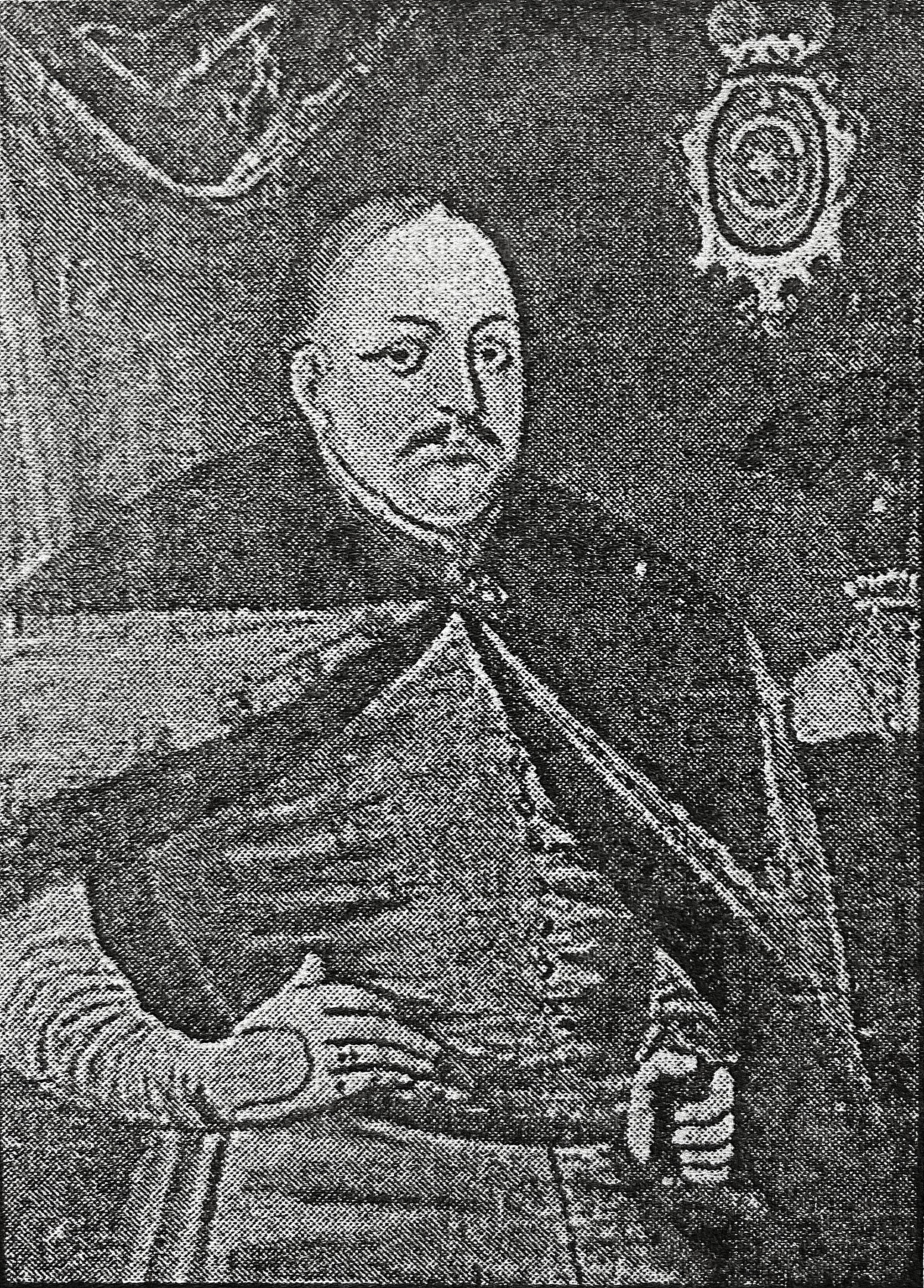
князь Костянтин Острозький